# اسلیمونیان
اسلیمونیان (نام علمی: Slimonidae) نام یک خانواده از راسته کژدم‌های دریایی است.